# فرز الديحاني
فرز محمد فرز ظمن الديحاني (17 نوفمبر 1963 -) سياسي كويتي، ونائب سابق في مجلس الأمة الكويتي، وضابط سابق بوزارة الداخلية – حاصل على ليسانس حقوق وحاصل على دبلوم علوم شرطية وعضو جمعية المحامين الكويتية.

## عن حياته
ولد فرز الديحاني في الكويت بتاريخ (17 نوفمبر 1963)، حاصل على ليسانس حقوق، ودبلوم علوم شرطية وعضو جمعية المحامين الكويتية، كما أنتخب عضو في المجلس البلدي الكويتي عام 2009 وأختير رئيس اللجنة الفنية فيه، وشارك في انتخابات مجلس الأمة الكويتي (فبراير 2012) عن الدائرة الرابعة وحصل على المركز 24 بعدد أصوات 3473 وخسر، كما حصل على المركز 12 في انتخابات مجلس الأمة الكويتي 2013 بعدد أصوات 1442 عن نفس الدائرة وخسر، في حين حصل على المركز 17 في انتخابات مجلس الأمة الكويتي 2016 بعدد أصوات 2361 وخسر أيضا، في حين فاز خلال انتخابات مجلس الأمة الكويتي 2020 بحصوله على المركز الثامن بعدد أصوات 4701.

## أبرز مواقفه في مجلس الأمة

### مجلس الأمة 2020
| استجواب الوزير حمد جابر العلي (يناير 2022)    | ضد الاستجواب |
| استجواب الوزير أحمد ناصر الصباح (فبراير 2022) | ضد الاستجواب |
| استجواب الوزير علي حسين الموسى (مارس 2022)    | ضد الاستجواب |